# Banyo
Banyo é uma cidade dos Camarões localizada na província de Adamaoua. Banyo é a capital do departamento de Mayo-Banyo.